# Freddy Navarrete
Freddy Navarrete (Melo, 4 giugno 1972) è un ex cestista uruguaiano con cittadinanza spagnola.

## Carriera
Con l'Uruguay ha disputato due edizioni dei Campionati americani (1997, 2001).